# Stazione di Rostov sul Don
La stazione di Rostov sul Don (in russo Ростов-Главный?) è la principale stazione ferroviaria di Rostov sul Don. Aperta nel 1869 posta sulla ferrovia Mosca-Krasnodar.

## Storia

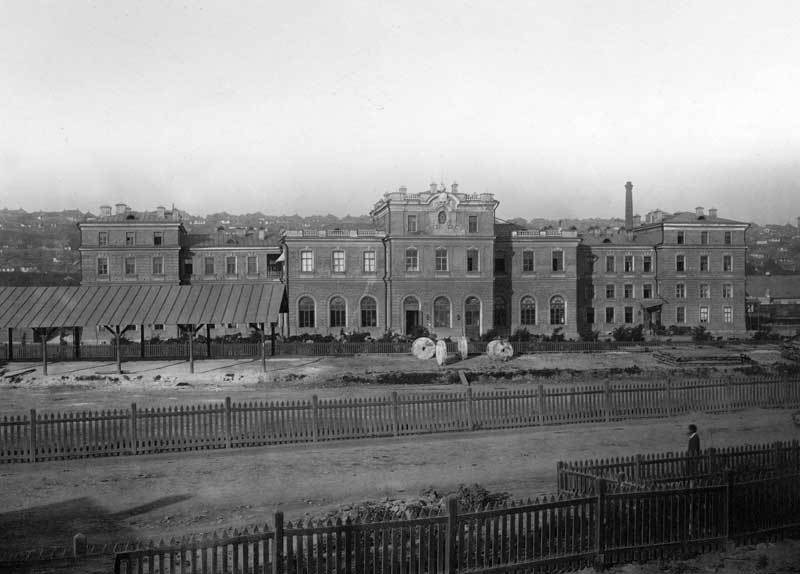
La stazione nel 1875.

La stazione venne inaugurata nel 1869. La stazione venne completamente ricostruita nel 2004.